# Holohalaelurus favus
Holohalaelurus favus — вид рода африканских пятнистых акул (Holohalaelurus ) семейства кошачьих акул (Scyliorhinidae). Обитает в западной части Индийского океана у берегов Южной Африки. Максимальный размер 51,5 см. Размножаются, откладывая яйца, заключённые в капсулы. Эти безвредные рыбы не представляют коммерческой ценности и не являются объектом любительского рыболовства. Однако их ограниченный ареал и интенсивная добыча рыбы в местах обитания делают их потенциально уязвимыми.

## Таксономия
Вид Holohalaelurus favus был недавно описан в научном журнале «Zootaxa». Видовое название лат. favus означает «сота», что связано с характерной окраской. Голотипами были взрослый самец длиной 51,5 см и взрослая самка длиной 42,3 см, пойманные у берегов Дурбана, Южная Африка. Ранее вид считался субпопуляцией пятнистой акулы Ригана.

## Ареал и среда обитания
Ареал H. favus ограничивается верхним и средним материковым склоном побережья Южной Африки. Эти акулы обитают у берегов Дурбана, Квазулу-Наталь, на глубине 200—420 м, и южного Мозамбика на глубине 240—740 м.

## Описание
Плакоидные чешуйки увеличены от рыла до второго спинного плавника. У взрослых особей чешуйки, покрывающие грудные плавники, также увеличены. В углах рта имеются бороздки. У голотипа насчитывалось 124 позвонка, тогда как у паратипа было 123 позвонка. Во рту имеются 65 верхних и 70 нижних зубных рядов. Фоновый окрас коричневый, по которому разбросаны отметины неправильной формы, напоминающие соты. Изредка встречаются белые пятна.

## Биология и экология
О жизни этих акул известно мало. Они размножаются откладывая яйца. Длина подростков 19,3 см (самцы) и 29,1 см (самки). Самцы и самки достигают половой зрелости при длине 51,5 см и 42,3 см, соответственно.

## Взаимодействие с человеком
H. favus не представляют опасности для человека. Коммерческой ценности не имеют. В качестве прилова они попадают в креветочные тралы на глубине 100—600 м. Международный союз охраны природы присвоил этому виду статус сохранности «Вымирающий».